# 謝甘盤
謝甘盤（?—?），江西省建昌府南城縣人，清朝政治人物、進士出身。
光緒十八年（1892年），参加光緒壬辰科殿試，登進士二甲68名。同年五月，以主事分部学习。